# Раде Давидовић
Раде Давидовић (Земун, 13. јул 1988), познат и као Arindy MC, српски је рнб певач и музичар најпознатији по дуету Слажи ме још једном са Катарином Живковић из 2008. године. Освојио је друго место на хуманутарном такмичењу са песмом Моје срце, коју је за њега урадио Шкабо. Поред музике бави се и манекенством. Песма Принцеза посвећена је његовој бившој девојци Софији Рајовић. Студирао је Факултет организационих наука Универзитета у Београду.

## Дискографија

### Синглови
- Слажи ме још једном (2008/2013) са Катарином Живковић (демо верзија са Иваном Крунић)[5]
- Моје срце (2008)
- Киша и сузе (2009)
- Када кидамо (2009) са Ђоло, Чода, Ивана Крунић
- Кад чујем ти кораке (2009) са Миљан и Сашка (обрада Брабо Гатора)
- Бит срца (2010) са Лидер и Центе
- Немам воље за обоје (2010) са Скил
- Принцеза (2010)
- Узми ми срце (Принцеза 2) (2010) са Ивана Крунић
- Нежна и безобразна (2010) са Ивана Крунић
- Орлови (песма подршке српским фудбалерима) (2010)
- Желим (2010)
- Воли те твој дечко (2010) са Мр. Блек
- И поред свега (2010) са Тукс
- Београде (2010)
- Дођи ми у сан (2010) са Флејм и Ивана Крунић
- Чувај ме (2010) са Оранџ бејби
- Сан мојих снова (2012) са Ниџа Блеја и Центе
- Обећај (2013) са Тиа